# Chassant
Chassant é uma comuna francesa na região administrativa do Centro, no departamento de Eure-et-Loir. Estende-se por uma área de 4,46 km². Em 2010 a comuna tinha 336 habitantes (densidade: 75,3 hab./km²).